# 621

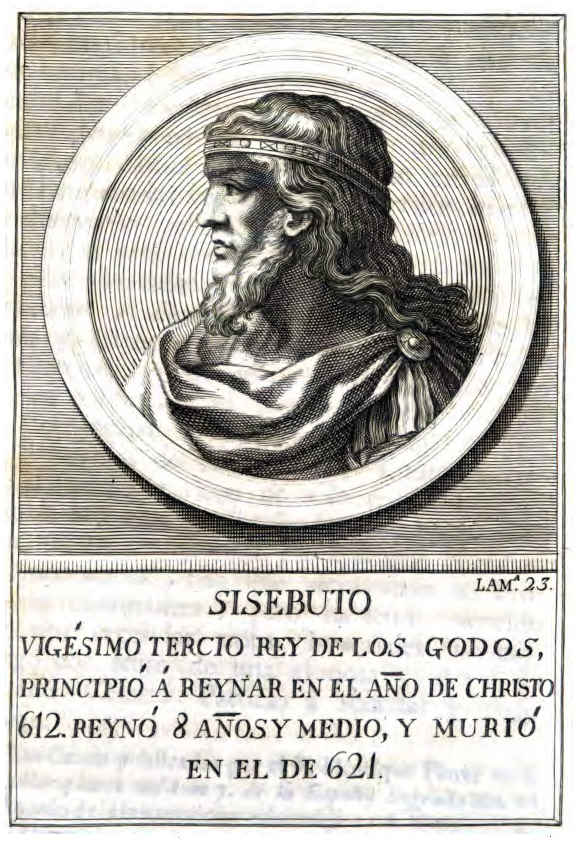
Koning Sisebut van de Visigoten (612-621)

Het jaar 621 is het 21e jaar in de 7e eeuw volgens de christelijke jaartelling.

## Gebeurtenissen

### Byzantijnse Rijk
- Keizer Herakleios sluit een vredesverdrag met de Avaren op de Balkan. Hij betaalt de Avaarse leider (khagan) een jaarlijkse schatting en maakt plannen voor een veldtocht. Het Byzantijnse leger wordt in Constantinopel gemobiliseerd en in staat van paraatheid gebracht tegen het Perzische Rijk.

### Europa
- Koning Sisebut overlijdt na een regeringsperiode van 9 jaar en wordt opgevolgd door zijn jeugdige zoon Reccared II. Hij wordt na een paar maanden onder verdachte omstandigheden vermoord. Swinthila, generaal en regent van Reccared, wordt door de Visigotische adel tot koning gekozen.
- Swinthila sticht de stad Olite om zich te weren tegen de opstandige Basken in Noord-Spanje. Dit volgens de "Historia de regibus Gothorum, Vandalorum et Suevorum". (waarschijnlijke datum)

### Azië
- In het Chinese Keizerrijk wordt tijdens de Tang-dynastie onder het bewind van keizer Gao Zu het proces van porselein ontwikkeld. (waarschijnlijke datum)

## Geboren
- Ardashir III, koning van de Sassaniden (Perzië) (waarschijnlijke datum)

## Overleden
- 16 april - Reccared II, koning van de Visigoten
- Sisebut, koning van de Visigoten (of 620)